# Tomaž Šalamun
Tomaž Šalamun (4. července 1941, Záhřeb – 27. prosince 2014, Lublaň) byl slovinský básník.

## Životopis
Tomaž Šalamun se narodil v Záhřebu v Chorvatsku, ale brzy se s rodiči přestěhoval do Lublaně. Jeho otec byl znamenitým pediatrem. V Lublani žil osm let. Druhý stupeň školy navštěvoval již v Mostaruju. Poté se opět vrátili do Slovinska, ale již ne do Lublaně, ale do Kopru, kde navštěvoval gymnázium, na kterém v roce 1960 odmaturoval. Členové a příbuzní jeho rodiny byli vysloveně intelektuálně-umělecky nadaní, tak ho poslali studovat do Lublaně. Během studia spolupracoval se skupinou OHO, ve které také působil jeho bratr, malíř Andraž Šalamun.
Později se začal věnovat poezii a stal se nezávislým umělcem. Roku 1963 začal publikovat v revue Perspektivi, které bylo úzce spojené s působením OHO-jevcev. Po nějakou dobu zde působil jako odpovědný redaktor. Později byla činnost tohoto listu z politických důvodů ukončena a Šalamun byl tehdejší vládou na několik dní zavřen do vězení.
Diplomoval z dějin umění. Roku 1969 byl zaměstnán v Moderní galerii v Lublani a roku 1971 pak jako asistent pro dějiny umění na Akademii za likovno umetnost v Lublani.
V sedmdesátých letech začal cestovat. Během doby, kdy cestoval, vznikla většina jeho básnických sbírek. V roce 1970 odcestoval na tříměsíční postgraduální studium do Pizi. Nejvíce cestoval po Severní Americe, kde i nějaký čas žil. Američané ho přijali jako svého amerického básníka a uvádějí ho společně se svými nejlepšími básníky. V posledních letech tam také v letních semestrech přednášel, jako hostující profesor.
Mezi slovinské klasiky se zapsal roku 1993 svými vybranými básněmi z proslulé sbírky Kondor. Roku 2005 byl zvolen za člena SAZU (Slovinská Akademie Věd a Umění). Později žil jako nezávislý spisovatel v Lublani. Z manželství s básnířkou Marušo Krese měl dvě děti, dceru Anu a syna Davida.

## Dílo
Pro Šalamuna je typické, že své sbírky píše v cizině, nikoli ve Slovinsku.
Šalamuna můžeme označit za největšího básníka 20. století. Je velice uznávaný ve Spojených státech amerických.
Tomaž Šalamun je básník s výjimečnou tvůrčí energií a jedna z ústředních básnický osobností. Za svůj život vydal 37 básnických sbírek a díky tomu je jistě nejproduktivnější slovinský básník. Už s první sbírkou – Poker, otevřel dveře do takového básnického světa, který jsme do teď nepoznali. Nikdy nepíše v první osobě. Básnické já se u Šalamuna ukrývá v jazyku a ve skrytém vypravěči, který hovoří v rychle se měnících asociacích, s ironickými a s výsměšnými slovy. Ustanovil důsledný typ moderní poezie. Po obsahové stránce se odpoutal od tradičního sociálního realismu, ale také od symbolizmu a existencialismu. Jeho verše jsou plné neočekávaných abstraktních spojeních, asociací a neobyčejných nápadů.
Svá díla uveřejňoval především v Perspektivách.

### Poezie
| - Poker (1966) - Namen pelerine (1968) - Romanje za Maruško (1971) - Bela Itaka (1972) - Amerika (1972) - Arena (1973) - Sokol (1974) - Imr (1975) - Druidi (1975) - Turbine (1975) - Praznik (1976) - Zvezde (1977) | - Metoda angela (1978) - Po sledeh divjadi (1979) - Zgodovina svetlobe je oranžna (1979) - Maske (1980) - Balada za Metko Krašovec (1981) - Analogija svetlobe (1982) - Glas (1983) Sonet o mleku (1984) - Soy realidad (1985) - Ljubljanska pomlad (1986) - Mera časa (1987) - Živa rana, živi sok (1988) - Otrok in jelen (1990) | - Glagoli sonca (1993) - Ambra (1995) - Črni labod (1997) - Knjiga za mojega brata (1997) - Morje (1999) - Gozd in kelihi (2000) - Platna (2000) - Table (2002) - Od tam (2003) - Kaj je kaj (2005) - Sončni voz (2005) - Sinji stolp (2007) |

### Próza
- Hiša Markova (1992)

Více než 30 jeho knih je přeloženo více než do dvaceti jazyků. Do angličtiny, francouzštiny, španělštiny, italštiny, polštiny, němčiny.

## Seznam děl, které jsou přeloženy do českého jazyka
- Stromořadí naděje (2003)
- Sedm slovinských básníků (1994)
- Ambra (1996)